# クロス・クリーク・ピクチャーズ
クロス・クリーク・ピクチャーズ（英語: Cross Creek Pictures, CCP）は、2009年に設立されたアメリカ合衆国の映画製作スタジオである。初製作は『ブラック・スワン』（2010年）、以後に『スーパー・チューズデー 〜正義を売った日〜』（2011年）、『ウーマン・イン・ブラック 亡霊の館』（2012年）、『ラッシュ/プライドと友情』（2013年）を発表した。またいくつかはエクスクルーシブ・メディアと共同製作していた。2011年9月、クロス・クリークはユニバーサル・ピクチャーズと以後3年間で6作品を公開する契約を交わした。2015年末、クロス・クリークはソニー・ピクチャーズ エンタテインメントと次の3年間で共同製作、出資、配給する契約を交わした。

## フィルモグラフィ
- ブラック・スワン Black Swan (2010)
- スーパー・チューズデー 〜正義を売った日〜 The Ides of March (2011)
- ウーマン・イン・ブラック 亡霊の館 The Woman in Black (2012)
- ラッシュ/プライドと友情 Rush (2013)
- 誘拐の掟 A Walk Among the Tombstones (2014)
- クラウン Clown (2014)
- エベレスト 3D Everest (2015)
- ブラック・スキャンダル Black Mass (2015)
- レジェンド 狂気の美学 Legend (2015)
- 高慢と偏見とゾンビ Pride Prejudice Zombies (2016)
- ハクソー・リッジ Hacksaw Ridge (2016)
- バリー・シール/アメリカをはめた男 American Made (2017)
- フラットライナーズ Flatliners (2017)
- ブラッドショット Bloodshot (2020)
- L.A.スクワッド The Tax Collector (2020)
- ほの蒼き瞳 The Pale Blue Eye (2022)